# ヘレナ (イギリス王女)
ヘレナ・オブ・ザ・ユナイテッド・キングダム王女（Princess Helena of the United Kingdom, 1846年5月25日 - 1923年6月9日）は、イギリス女王ヴィクトリアと王配アルバートの第3王女。英国王立刺繍学校初代校長。
シュレースヴィヒ＝ホルシュタイン公子クリスティアンと結婚した。
愛称はレンチェン(Lenchen)。

## 人物

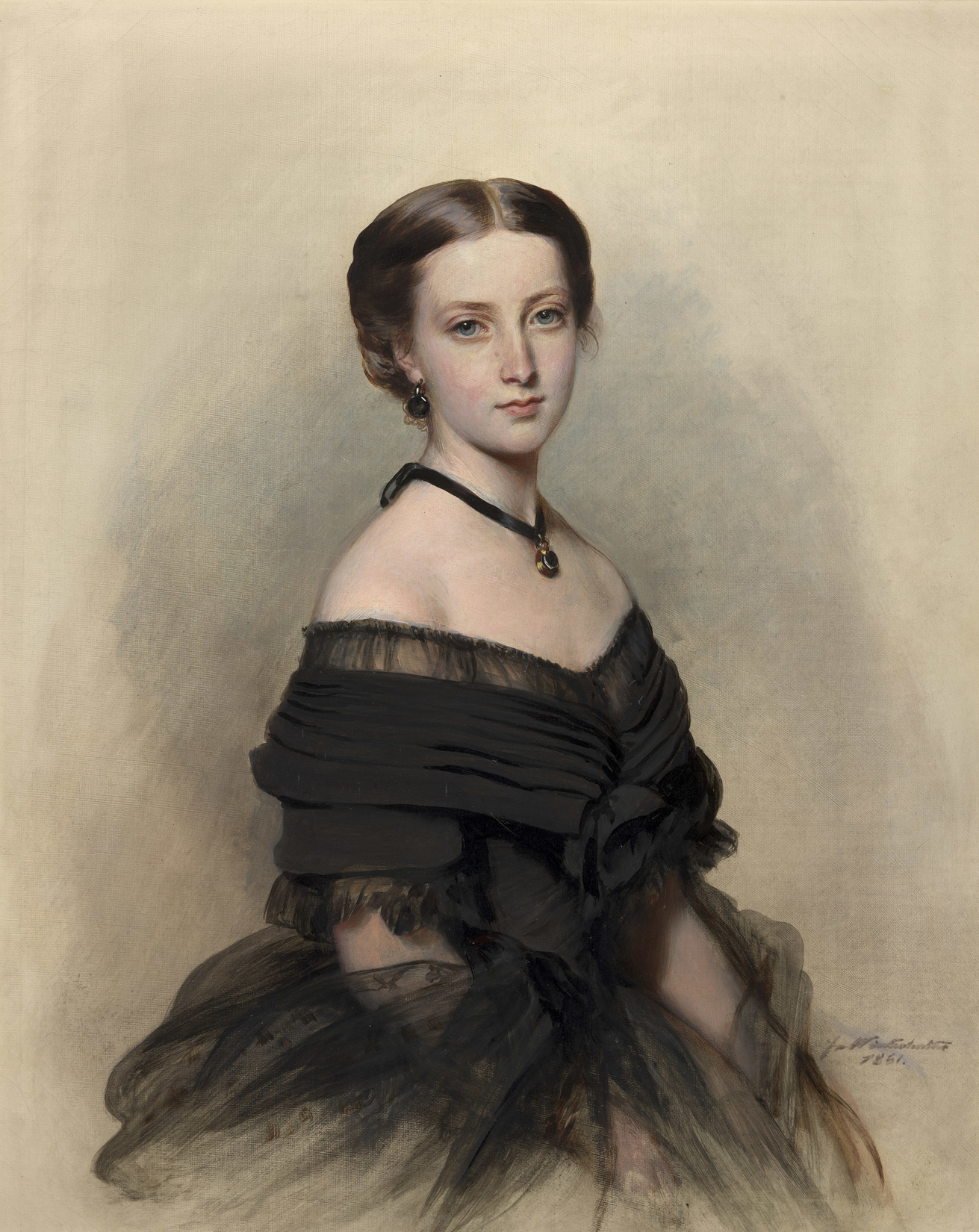
ヘレナ王女、ヴィンターハルター画

バッキンガム宮殿で誕生。長姉にドイツ皇后ヴィクトリア、次姉にヘッセン大公妃アリス、長兄にエドワード7世、次兄にザクセン＝コーブルク＝ゴータ公アルフレートらがいる。
1865年9月、コーブルクを訪問中、デンマーク王家の支族アウグステンブルク家の公子クリスティアンを紹介された。父親はアウグステンブルク公クリスチャン・アウグスト2世、母親はダンネショルド＝サムセー伯爵夫人ルイーセだった。
アウグステンブルク公の三男であるクリスティアンは所領を持たないただの公子だったため、娘を側におきたいヴィクトリア女王にとって好都合な婿であった。同年の12月に婚約、1866年7月5日にウィンザー城で結婚した。結婚式の7日前に、女王は新しい義理の息子にヘレナと同等の「殿下」（Royal Highness）の称号を与えた。これはイギリス国内でのみ通用するもので、国外ではシュレースヴィヒ＝ホルシュタイン公子としての称号（Serene Highness）しか使えないものとされた。夫妻は、ウィンザー城近郊のフロッグモア・ハウスに新居をかまえた。
ヘレナは妹ベアトリスとともに、父アルバートの死後は母親と親密であった。彼女は数々の慈善活動の後援者となった。
第一次世界大戦が始まると、反ドイツの風潮が国民の間に高まり、ドイツとつながりの深いイギリス王室は多くのドイツでの称号を保持し続けることが困難になった。1917年7月、ヘレナの甥ジョージ5世は家名をサクス＝コバーグ＝ゴータ家から、居城にちなんだウィンザー家に変更し、保持していたドイツの称号を全て放棄した。ヘレナ夫妻と娘たちも、父の家名がドイツ領になっていたシュレースヴィヒ＝ホルシュタインに由来するため、シュレースヴィヒ＝ホルシュタイン＝ゾンダーブルク＝アウグステンブルク（Schleswig-Holstein-Sonderburg-Augustenburg）の姓を名乗るのをやめた。
1923年にロンドンでの住居ションバーグ・ハウスで死去した。

## 子女
名前は英語名に基づいて表記する。
- クリスティアン・ヴィクター・アルバート・アーネスト・アンソニー（1867年 - 1900年） - 第2次ボーア戦争においてイギリス陸軍の兵士として従軍中、プレトリアで腸チフスに感染し戦病死。
- アルバート・ジョン・チャールズ・フレデリック・アーサー・ジョージ（1869年 - 1931年） - 1921年、シュレースヴィヒ＝ホルシュタイン公位を継承。
- ヴィクトリア・ルイーズ・ソフィア・オーガスタ・アメリア・ヘレナ（1870年 - 1948年） - 家族からヘレナ・ヴィクトリアと呼ばれた。生涯独身で、公務と慈善活動に40年もの間尽くした。
- フランジスカ・ジョゼファ・ルイーズ・オーガスタ・メアリー・クリスティーナ・ヘレナ（1872年 - 1956年） - 家族からメアリー・ルイーズと呼ばれた。1891年、アンハルト公子アリベルトと結婚。1900年に離婚後、イギリスへ帰国。
- フレデリック・クリスティアン・オーガスタス・レオポルド・エドワード（1876年） - 夭折
- 男児（1877年） - 死産